# شبکه توزیع محتوا آمازون
Amazon CloudFront یک شبکه توزیع محتوا (CDN) است که توسط خدمات وب آمازون اداره می شود. شبکه توزیع محتوا از سرورهای پروکسی برای ذخیره محتوا، مانند ویدیوهای وب یا سایر رسانه های حجیم، به صورت محلی استفاده می‌کند تا مصرف کنندگان ایجاد بتوانند سرعت دسترسی برای دانلود محتواهای مختلف خود را بهبود بخشند.
CloudFront دارای سرورهایی در بریتانیا، ایرلند، هلند، آلمان، اسپانیا، هنگ کنگ، سنگاپور، ژاپن، تایوان، ویتنام، اندونزی، هند، استرالیا، آمریکای جنوبی، آفریقا و چندین شهر بزرگ در ایالات متحده است. در نوامبر 2022، این سرویس از 400 مکان مختلف در شش قاره فعالیت خود را شروع.
در حال حاضر CloudFront با CDN های بزرگتر مانند Akamai، Azion، Cloudflare و Edgio (که قبلاً به عنوان Limelight Networks شناخته می شد) رقابت می‌کند. پس از راه اندازی، لری دیگنان از ZDNet News اظهار داشت که CloudFront می تواند باعث کاهش قیمت و رقابت شدید برای CDNهای رقیب شود.

## جدول زمانی
- 18 نوامبر 2008 - راه اندازی بتا CloudFront
- 7 مه 2009 - قابلیت ثبت دسترسی را اضافه کرد
- 11 نوامبر 2009 - پشتیبانی از محتوای خصوصی را اضافه کرد
- 15 دسامبر 2009 - آمازون CloudFront Streaming را اعلام کرد
- 28 مارس 2010 - آمازون مکان‌های حاشیه‌ای را در سنگاپور راه‌اندازی کرد و محتوای خصوصی را برای استریم اضافه کرد.

## پایگاه‌های Amazon CloudFront
در اکتبر 2018، Amazon CloudFront شامل 138 نقطه دسترسی (127 مکان لبه و 11 حافظه پنهان لبه منطقه‌ای) در 63 شهر در 29 کشور بود.
آمریکای شمالی
- مکان های لبه: Ashburn، VA (3)؛ آتلانتا، GA (3)؛ بوستون، MA; شیکاگو، IL (2); دالاس/فورت ورث، تگزاس (5)؛ دنور، CO (2); هیوارد، کالیفرنیا؛ جکسونویل، فلوریدا؛ لس آنجلس، کالیفرنیا (4)؛ میامی، فلوریدا (3)؛ مینیاپولیس، MN; مونترال، QC; نیویورک، نیویورک (3)؛ نیوآرک، نیوجرسی (3)؛ پالو آلتو، کالیفرنیا؛ فیلادلفیا، PA; فینیکس، AZ; سن خوزه، کالیفرنیا (2); سیاتل، WA (3); خم جنوبی، IN; سنت لوئیس، MO; تورنتو، ON
- لبه منطقه‌ای: ویرجینیا. اوهایو؛ اورگان

اروپا
- مکان های لبه: آمستردام، هلند (2)؛ برلین، آلمان؛ کپنهاگ، دانمارک؛ دوبلین، ایرلند؛ فرانکفورت، آلمان (8); هلسینکی، فنلاند؛ لندن، انگلستان (7)؛ مادرید، اسپانیا (2); منچستر، انگلستان؛ مارسی، فرانسه؛ میلان ایتالیا؛ مونیخ، آلمان؛ اسلو، نروژ؛ پالرمو، ایتالیا؛ پاریس، فرانسه (4); پراگ، جمهوری چک؛ استکهلم، سوئد (3); وین، اتریش؛ ورشو، لهستان؛ زوریخ، سوییس لبه منطقه‌ای: فرانکفورت، آلمان؛ لندن، انگلستان

آسیا
- مکان‌های لبه: بنگلور، هند؛ چنای، هند (3); بانکوک، تایلند (2)؛ هنگ کنگ، چین (3)؛ کوالالامپور، مالزی؛ بمبئی، هند (2)؛ مانیل، فیلیپین؛ دهلی نو، هند (2); اوزاکا، ژاپن؛ سئول، کره جنوبی (4); سنگاپور (3)؛ تایپه، تایوان (3); توکیو، ژاپن (9)
- لبه منطقه‌ای: بمبئی، هند؛ سنگاپور؛ سئول، کره جنوبی؛ توکیو ژاپن

استرالیا
- مکان‌های لبه: ملبورن. پرث; سیدنی
- لبه منطقه‌ای: سیدنی

آمریکای جنوبی
- مکان های لبه: سائوپائولو، برزیل (2)؛ ریودوژانیرو، برزیل (2)
- لبه منطقه‌ای: سائوپائولو، برزیل

خاورمیانه
- موقعیت لبه: دبی، امارات متحده عربی؛ فجیره، امارات متحده عربی؛ تل آویو، اسرائیل

آفریقا
- مکان‌های لبه: نایروبی، کنیا؛ ژوهانسبورگ، آفریقای جنوبی؛ کیپ تاون، آفریقای جنوبی